# Мар'янівська вулиця (Житомир)
Мар'янівська вулиця — вулиця в Корольовському районі міста Житомир.

## Розташування
Знаходиться на теренах Смоківки — Мар'янівки, неподалік хутора Затишшя. Бере початок від Руданської вулиці. Прямує на північний схід. Завершується за Вересовим проїздом.

## Історія
Вулиця та її забудова почали формуватися на вільних від забудови землях у 1990-х роках. У 1989 році отримала чинну назву.